# Marge (auteur)
Marjorie Henderson Buell, plus connue sous nom de plume Marge est une autrice de comic strip, née le 11 décembre 1904 et morte le 30 mai 1993. Sa création principale fut Little Lulu.

## Biographie

### Jeunesse et premiers travaux

Scène dA Bout With a Trout (1947) dessin animé adapté du comics Little Lulu

Marjorie Lyman Henderson naît à Philadelphie le 11 décembre 1904. Elle commence à dessiner très jeune et elle écrit de nombreuses lettres pour le courrier des lecteurs de For Boys and girls le supplément pour enfant du journal de Pliladelphie Public Ledger. Dès la fin de ses études elle commence à vendre des dessins humoristiques à des revues telles que Collier's, Life, le Saturday Evening Post, etc. En 1927, ellecrée le comic strip The Boyfriend puis en 1929 la série Dashing Dot qui suit la mode des flappers.

### Little Lulu
En 1934 le Saturday Evening Post lui commande un dessin pour remplacer l'habituel Henry de Carl Thomas Anderson. Marjorie Lyman Henderson, qui a pris pour pseudonyme Marge depuis Dashing Dot fournit alors un dessin humoristique dont l'héroïne s'appelle Little Lulu. Dès lors, le personnage multiplie les apparitions dans des comic books, des dessins animés, des publicités et plusieurs produits dérivés sont distribués. En 1945, Marge signe un contrat avec Western Publishing qui édite alors un comic book intitulé Marge's Little Lulu bien que Marge ne participe pas à l'écriture ou au dessin de ces histoires. En 1950, Marge signe un second contrat, cette fois avec Chicago Tribune Syndicate (en) qui distribue un comic strip de Little Lulu jusqu'en 1969. Là encore, Marge ne travaille pas à ce strip. Si sa création lui permet de très bien gagner sa vie, Marge choisit une carrière d'illustratrice de poèmes et de livres pour enfants écrits par Ruth Plumly Thompson. En 1972, Marge décide de prendre sa retraite avec son mari C. Addison Buell, avec qui elle a eu deux fils, et vend les droits de Little Lulu à Western Publishing. Elle meurt le 30 mai 1993.

## Reconnaissance posthume
En 2000, elle est ajoutée au temple de la renommée des auteures de bande dessinée puis en 2015 au temple de la renommée Will Eisner (choix du jury).

## Influences
Le style de Marge, surtout à ses débuts, est influencé par celui de John Held Jr..